# Gare du Bas-Meudon
Meudon-sur-Seine
Ne doit pas être confondu avec Gare de Meudon ou Gare de Meudon-Val-Fleury.
La gare du Bas-Meudon est une ancienne gare ferroviaire française de la ligne de Puteaux à Issy-Plaine (ligne des Moulineaux), devenue une station de tramway de la ligne 2 du tramway d'Île-de-France (ligne T2). Elle est située sur le territoire de la commune de Meudon, dans le département des Hauts-de-Seine, en région Île-de-France.
La gare est mise en service en 1887. Fermée en 1993 pour permettre la conversion en tramway de la ligne et de la gare, elle rouvre en 1997. Son bâtiment voyageurs, depuis réaffecté, abrite désormais le restaurant du quai de Meudon, ouvert en avril 2015.
Devenue une station de tramway de la Régie autonome des transports parisiens (RATP) et renommée Meudon-sur-Seine, elle est desservie par les rames de la ligne T2.

## Situation ferroviaire
L'ancienne gare ferroviaire du Bas-Meudon est située au point kilométrique (PK) 17,537 de la ligne de Puteaux à Issy-Plaine (dite « ligne des Moulineaux »), entre les gares de Bellevue-Funiculaire et des Moulineaux - Billancourt.
La station de tramway Meudon-sur-Seine est située sur la ligne 2 du tramway d'Île-de-France (ligne T2), entre les mêmes points d'arrêt.

## Histoire
La gare du Bas-Meudon est en fonction sur la ligne de Puteaux à Issy-Plaine de 1889 à 1993, puis est fermée et transformée en une station de tramway, ouverte en 1997.
Lors de la création de la ligne des Moulineaux, mise en service en 1889, la gare du Bas-Meudon est ouverte afin d'assurer la desserte du quartier du Bas-Meudon à Meudon, quartier qui porte au XXIe siècle le nom de Meudon-sur-Seine.
L'architecture du bâtiment voyageurs, construit à cheval au-dessus des voies, est souvent définie comme de type ceinture et de style Ligne d'Auteuil, car elle est similaire à l'architecture de plusieurs gares de la Petite Ceinture,,.
En 1993, la fermeture de la ligne des Moulineaux intervient afin d'effectuer les travaux de reconversion de cette dernière en ligne de tramway, entraînant également la fermeture de la gare. En 1997, lors de la réouverture de la ligne en tant que ligne T2, la gare du Bas-Meudon, devenue une station de tramway, voit sa dénomination transformée en Meudon-sur-Seine.

## Service des voyageurs

### Accueil
La station de tramway, en tranchée ouverte, est équipée d'abris sur chacun des quais et d'automates pour l'achat de titres de transport. L'accès se fait au travers d'escaliers et de rampes pour les personnes à mobilité réduite. Un abri à vélos est aussi disponible. Le passage d'un quai à l'autre se fait à niveau à l'extrémité est de la station ou par l'ancien bâtiment voyageurs.

### Desserte
Elle est desservie par les tramways de la ligne T2, à raison d'un tramway toutes les quatre à douze minutes.

### Intermodalité
La station est desservie par la ligne 389 du réseau de bus RATP. Le service de bus gratuit TIM dessert également la station.